# Leu (okręg Dolj)
Leu – wieś w Rumunii, w okręgu Dolj, w gminie Leu. W 2011 roku liczyła 3614 mieszkańców.